# Shoal Lake 39A
Shoal Lake 39A är ett reservat i Kanada.   Det ligger i provinsen Manitoba, i den sydöstra delen av landet, 1 500 km väster om huvudstaden Ottawa.
I omgivningarna runt Shoal Lake 39A växer i huvudsak blandskog. Runt Shoal Lake 39A är det mycket glesbefolkat, med 5 invånare per kvadratkilometer.